# Michael Olunga
Michael Olunga (Nairobi, 26 maart 1994) is een Keniaanse voetballer die doorgaans als aanvaller speelt. Hij verruilde Guizhou Zhicheng in augustus 2018 voor Kashiwa Reysol. Olunga debuteerde in 2015 in het Keniaans voetbalelftal.

## Carrière
Olunga speelde als tiener bij de Liberty Sports Academy in Kenia. Hij kwam uit voor drie Keniaanse clubs voor hij in februari 2016 tekende bij Djurgårdens IF. Daarmee eindigde hij dat jaar als zevende in de Allsvenskan. Olunga verruilde de Zweedse club na één seizoen voor Guizhou Zhicheng, dat in het voorgaande seizoen promoveerde naar de China Super League. Hier kwam hij sporadisch aan spelen toe. Guizhou Zhicheng verhuurde hem daarom in september 2017 voor een jaar aan Girona FC. Dat trad dat seizoen voor het eerst in de clubhistorie aan in de Primera División.

## Bijnaam
Olunga draagt de bijnaam The Engineer omdat hij naast zijn voetbalcarrière een studie geomatica deed aan de Technical University of Kenya.